# 西希爾斯 (紐約州)
西希爾斯（英語：West Hills）是位於美國紐約州薩福克縣的普查規定居民點。

## 人口
根據2020年美國人口普查的數據，西希爾斯的面積為12.71平方千米，皆為陸地。當地共有人口5385人，而人口密度為每平方千米423.68人。